# Sumrak ženske duše
Sumrak ženske duše (rus. Сумерки женской души) ruski je film redatelja Jevgenija Bauera.

## Radnja
Film govori o dobrodušnoj mladoj grofici Veri Dubrovskayoj koja posjećuje siromašne ljude i pomaže im. Jednog dana susreće pijanog Maksima Petrova koji je umjesto zahvale na pomoći obeščašćuje. Ne mogavši to izdržati, grofica ga odluči ubiti.

## Uloge
- Nina Černova
- A. Ugrjumov
- V. Demert
- A. Brjanskij

## Vanjske poveznice
- Sumrak ženske duše na Kino Poisk (ruski)